# Grete Merrem-Nikisch
Margarete Karoline « Grete » Merrem-Nikisch (née le 7 juillet 1887 à Düren, morte le 12 mars 1970 à Kiel) est une chanteuse classique allemande.

## Biographie
Grete Merrem-Nikisch étudie d'abord auprès de Rudolf Schulz-Dornburg à Cologne, puis au Conservatoire royal de Leipzig, où elle fait ses débuts en 1910 à l'opéra. Un an plus tard, elle donne sa première représentation à l'Opéra de la Cour de Berlin dans le rôle de la fille aux oies dans l'opéra Königskinder d'Engelbert Humperdinck. En 1913, elle reçoit un engagement permanent à l'Opéra de Dresde et y participe à des créations mondiales : en 1916, elle incarne l'esclave Arsinoë dans l'opéra Die toten Augen d'Eugen d'Albert, en 1917 le rôle-titre dans l'opéra Das Christ-Elflein de Hans Pfitzner, et en 1926 la dame de Cardillac de Paul Hindemith. Pendant cette période, elle se produit occasionnellement à l'étranger, par exemple au Royal Opera House, où elle chante le rôle d'Eva dans Die Meistersinger von Nürnberg de Richard Wagner en 1914 ; la représentation est dirigée par son beau-père Arthur Nikisch.
Grete Merrem-Nikisch a une polyvalence avec un spectre allant de l'opéra tragique (y compris le rôle-titre dans Madame Butterfly de Giacomo Puccini et le rôle d'Irene dans Rienzi de Wagner) à l'opérette (Die Fledermaus, La Veuve joyeuse). Elle connaît un grand succès dans plusieurs productions de Mozart, telles que Dorabella dans Così fan tutte, Zerline dans Don Giovanni et Susanna dans Les Noces de Figaro. En 1930, elle fait ses adieux à la scène avec le rôle de Veronika dans l'opéra comique Die Schneider von Schönau de Jan Brandts Buys. Elle est ensuite nommée membre honoraire de l'Opéra de Dresde.
Des enregistrements sont réalisés avec des artistes bien connus de Dresde et de Berlin tels que Karin Branzell, Meta Seinemeyer et Richard Tauber. On peut l'entendre, entre autres, dans une production acoustique Polydor de l'opéra Intermezzo de Richard Strauss. En 1924, peu après la création de l'œuvre à Dresde, elle reprend le rôle de Christine à sa collègue Lotte Lehmann.
Grete Merrem-Nikisch épouse en 1914 le juriste Arthur Philipp Nikisch ; elle publie son autobiographie à lui après sa mort en 1968.

## Source de la traduction
- (de) Cet article est partiellement ou en totalité issu de l’article de Wikipédia en allemand intitulé « Grete Merrem-Nikisch » (voir la liste des auteurs).